# Kubok Rossii 1996-1997
La Coppa di Russia 1996-1997 (in russo Кубок России?, Kubok Rossii) è stata la 5ª edizione del principale torneo a eliminazione diretta del calcio russo. Il torneo è iniziato il 17 aprile 1996 ed è terminato l'11 giugno 1997, con la finale giocata allo Stadio Torpedo di Mosca. La Lokomotiv Mosca ha vinto la coppa, la seconda consecutiva, battendo in finale la Dinamo Mosca.

## Formula
La Coppa si dipanava su 9 turni, tutti disputati in gara unica: in caso di parità al termine dei novanta minuti venivano disputati i tempi supplementari; in caso di ulteriore parità venivano effettuati i tiri di rigore.
Non tutte le 22 squadre della Pervaja liga 1996 parteciparono al torneo e quelle che lo fecero entrarono in gioco in ordine sparso tra il primo e il quarto turno.
Delle diciotto squadre della Vysšaja Liga 1996, invece, Lada Togliatti e Zenit San Pietroburgo (due delle tre neo promosse) entrarono in gioco nel quarto turno, mentre le restanti sedici solo a partire dal quinto turno (i sedicesimi di finale), giocando tutte fuori casa.

## Primo turno
Le partite furono disputate tra il 17 e il 22 aprile 1996. Entrarono già in gioco Kuban' e Metallurg Krasnojarsk, provenienti dalla Pervaja liga 1996.
| Squadra 1                     | Risultato       | Squadra 2                 |
| ----------------------------- | --------------- | ------------------------- |
| Niva Slavyansk-na-Kubani      | 2 - 1           | Kuban' S.n.K.             |
| Voločanin Vyšnij Voloček      | 0 - 2           | Neftjanik Jaroslavl'      |
| Volga Balakovo                | 1 – 5           | Svetotechnika Saransk     |
| Venets Gulkevichi             | 0 – 1           | Kolos Krasnodar           |
| Turbostroitel Kaluga          | 0 – 0 (3-5 dcr) | Spartak Rjazan'           |
| Trubnik Kamensk-Uralksiy      | 1 – 2           | Sibir' Kurgan             |
| Spartak-Bratskiy Yuzhnyi      | 2 – 1           | Volgodonsk                |
| Spartak Ščëlkovo              | 1 – 0           | Arsenal Tula              |
| Spartak Kostroma              | [ 1 ]           | Vympel Rybinsk            |
| Sodovik                       | 2 – 1           | Metallurg Magnitogorsk    |
| Šachtër Šachty                | 2 – 1 (dts)     | Metallurg (Krasny Sulin   |
| Saljut Belgorod               | 3 – 0           | Metallurg Lipeck          |
| Salyut Saratov                | 0 – 0 (6-7 dcr) | Zavodchanin Saratov       |
| Progress Zelenodolsk          | 5 – 2           | Kristall Sergach          |
| Planeta Bugulma               | 2 – 0           | Zenit Iževsk              |
| Olimp Kislovodsk              | 2 – 0           | Ėnergija Pjatigorsk       |
| Neftyanik Pokhvistnevo        | 0 – 2           | Zenit Penza               |
| Metiznik Magnitogorsk         | 1 – 1 (1-4 dcr) | UralAZ Miass              |
| Metallurg Vyksa               | 1 – 0           | Torpedo Pavlovo           |
| Mašinostroitel' Sergiev Posad | 1 – 0           | Kosmos Dolgoprudnyj       |
| Mašinostroitel' Pskov         | 1 – 0           | CSK VVS Kristall Smolensk |
| Luch Tula                     | 1 – 0           | Don Novomoskovsk          |
| Lokomotiv Elec                | 1 – 3           | Lokomotiv Liski           |
| Lada Dimitrovgrad             | 4 – 1           | Volga Ul'janovsk          |
| Kristall Dyatkovo             | 1 – 4           | Dinamo Brjansk            |
| Chimik Dzeržinsk              | 2 – 1           | Torpedo Vladimir          |
| Kavkazkabel' Prochladnyj      | 3 – 0           | Mozdok                    |
| Istochnik Rostov-on-Don       | 2 – 0           | SKA Rostov                |
| Iriston Vladikavkaz           | 4 – 0           | Avtodor Vladikavkaz       |
| Gornyak Kushva                | 0 – 2           | Energiya Chaikovskiy      |
| Gornyak Kachkanar             | [ 3 ]           | Uralec-TS Nižnij Tagil    |
| Orechovo                      | 1 – 0           | Industriya Obninsk        |
| Gazovik Orenburg              | 0 – 1           | Nosta Novotroick          |
| Orël                          | 3 – 1           | Avangard Kursk            |
| Gatchina                      | [ 4 ]           | Metallurg Pikalevo        |
| Derbent                       | 1 – 2           | Anži                      |
| Fabus Bronnicy                | 0 – 2           | MČS-Seljatino             |
| Dinamo Machačkala             | 1 – 0 (dts)     | Angušt Nazran'            |
| Dinamo Vologda                | 1 – 3 (dts)     | Tekstilščik Ivanovo       |
| Dinamo San Pietroburgo        | [ 6 ]           | Saturn-1991               |
| Dinamo Perm                   | 0 – 6           | Amkar Perm'               |
| Dinamo Mikhailovka            | 3 – 1           | Spartak Tambov            |
| Družba Joškar-Ola             | 0 – 2           | Rubin                     |
| Beshtau Lermontov             | 0 – 6           | Avtozapčast' Baksan       |
| Astrateks                     | 1 – 0           | Volgar'-Gazprom           |
| APK Azov                      | 0 – 1           | Torpedo Taganrog          |
| Viktoria Nazarovo             | 5 – 2           | Metallurg Krasnojarsk     |
| Torpedo Rubcovsk              | 1 – 1 (3-0 dcr) | Dinamo Barnaul            |
| Torpedo Armavir               | 2 – 1 (dts)     | Kuban'                    |
| Torgmaš Ljubercy              | 1 – 1 (3-4 dcr) | Titan Reutov              |
| Tom' Tomsk                    | 4 – 0           | Irtyš Omsk                |
| Oka Kolomna                   | 1 – 3 (dts)     | Avangard-Kortėk Kolomna   |
| Motor Prokopievsk             | 0 – 3           | Metallurg-ZAPSIB          |
| Monolit Mosca                 | 2 - 1           | Mosėnergo                 |
| Irtyš Tobol'sk                | [ 7 ]           | Zvezda Perm'              |
| Mezhdurechensk                | 0 – 1           | Kuzbass Kemerovo          |
| Čertanovo                     | 1 – 2           | Krasnogvardeyets Mosca    |
| Bulat Čerepovec               | 0 – 1           | Lokomotiv S.P.            |
| Avtomobilist Noginsk          | 6 - 0           | TRASCO Mosca              |
| Dinamo Omsk                   | 3 - 0           | Samotlor-XXI              |

## Secondo turno
Le partite furono disputate tra il 1° e il 2 maggio 1996. Entrarono in gioco Lokomotiv Čita, Lokomotiv San Pietroburgo, Okean Nachodka e Zvezda Irkutsk provenienti dalla Pervaja liga 1996.
| Squadra 1                | Risultato       | Squadra 2                     |
| ------------------------ | --------------- | ----------------------------- |
| Krasnogvardeyets Mosca   | 0 – 0 (5-4 dcr) | Monolit Mosca                 |
| Zenit Penza              | 1 – 0           | Planeta Bugulma               |
| Zavodchanin Saratov      | 0 – 1           | Dinamo Mikhailovka            |
| Uralec-TS Nižnij Tagil   | 2 – 2 (5-4 dcr) | Ėnergija Čajkovskij           |
| Torpedo Taganrog         | 1 – 0           | Torpedo Armavir               |
| Spartak Ščëlkovo         | 4 – 3           | Luch Tula                     |
| SKA-Chabarovsk           | [ 9 ]           | Dinamo Jakutsk                |
| Sibir' Kurgan            | 1 – 2           | UralAZ Miass                  |
| Selenga                  | 1 – 1 (4-5 dcr) | Lokomotiv Čita                |
| Rubin                    | 1 – 0           | Progress Zelenodolsk          |
| Olimp Kislovodsk         | 4 – 0           | Spartak-Bratskiy Yuzhny       |
| Okean                    | [ 10 ]          | Sakhalin Kholmsk              |
| Nosta Novotroick         | 2 – 0           | Sodovik                       |
| Neftjanik Jaroslavl'     | 2 – 1 (dts)     | Spartak Kostroma              |
| Metallurg-ZAPSIB         | 2 – 3           | Torpedo Rubcovsk              |
| MČS-Seljatino            | 2 – 1           | Titan Reutov                  |
| Lokomotiv S.P.           | 2 – 1           | Tekstilščik Ivanovo           |
| Lokomotiv Liski          | 3 – 0           | Spartak Rjazan'               |
| Lada Dimitrovgrad        | 2 – 1           | Svetotechnika Saransk         |
| Kuzbass Kemerovo         | 3 – 1 (dts)     | Viktoria Nazarovo             |
| Kolos Krasnodar          | 5 – 1           | Niva Slavyansk-na-Kubani      |
| Chimik Dzeržinsk         | 2 – 2 (5-4 dcr) | Metallurg Vyksa               |
| Kavkazkabel' Prochladnyj | 5 – 0           | Astrateks                     |
| Istochnik Rostov-on-Don  | 4 – 0           | Šachtër Šachty                |
| Orël                     | 1 – 0           | Saljut Belgorod               |
| Dinamo San Pietroburgo   | 0 – 2 (dts)     | Gatchina                      |
| Dinamo Brjansk           | 1 – 0           | Mašinostroitel' Pskov         |
| Avtozapčast' Baksan      | 3 – 0           | Iriston Vladikavkaz           |
| Avtomobilist Noginsk     | 2 – 0           | Mašinostroitel' Sergiev Posad |
| Avangard-Kortėk Kolomna  | 2 – 0           | Orechovo                      |
| Anži                     | 2 – 0           | Dinamo Machačkala             |
| Angara Angarsk           | 0 – 1           | Zvezda Irkutsk                |
| Amkar Perm'              | 1 – 1 (5-3 dcr) | Irtyš Tobol'sk                |
| Dinamo Omsk              | 0 – 1           | Tom' Tomsk                    |

## Terzo turno
Le partite furono disputate tra il 30 maggio e il 1º giugno 1996. Vi parteciparono le 34 ammesse dal turno precedente.
| Squadra 1                | Risultato       | Squadra 2                |
| ------------------------ | --------------- | ------------------------ |
| Tom' Tomsk               | 4 – 0           | Amkar Perm'              |
| Nosta Novotroick         | 2 – 0           | Zenit Penza              |
| Kuzbass Kemerovo         | 1 – 0           | Torpedo Rubcovsk         |
| Dinamo Brjansk           | 1 – 0           | Neftjanik Jaroslavl'     |
| Kolos Krasnodar          | 3 – 0           | Torpedo Taganrog         |
| Avtozapčast' Baksan      | 0 – 0 (4-3 dcr) | Olimp Kislovodsk         |
| UralAZ Miass             | 3 – 1           | Uralec-TS Nižnij Tagil   |
| SKA-Chabarovsk           | 2 – 1           | Okean                    |
| Rubin                    | 5 – 1           | Chimik Dzeržinsk         |
| Lokomotiv S.P.           | 1 – 0           | Gatchina                 |
| Lokomotiv Liski          | 3 – 1           | Zvezda Irkutsk           |
| Lokomotiv Čita           | 3 – 1           | Spartak Ščëlkovo         |
| Lada Dimitrovgrad        | 3 – 0           | Dinamo Mikhailovka       |
| Krasnogvardeyets Mosca   | 0 – 5           | MČS-Seljatino            |
| Kavkazkabel' Prochladnyj | 0 – 2           | Anži                     |
| Orël                     | 2 – 1           | Istochnik Rostov-sul-Don |
| Avangard-Kortėk Kolomna  | 0 – 2           | Avtomobilist Noginsk     |

## Quarto turno
Le partite furono disputate tra il 29 e il 30 giugno 1996. Vi presero parte, oltre alle 17 promosse dal turno precedente, Čkalovec, Dinamo Stavropol', Družba Majkop, Fakel Voronež, Gazovik-Gazprom, Neftechimik, Saturn, Šinnik, Sokol-PZhD, Spartak-Nal'čik, Torpedo Arzamas, Torpedo Volžskij e Zarja Leninsk-Kuzneckij, provenienti dalla Pervaja liga 1996, e Lada Togliatti e lo Zenit San Pietroburgo provenienti dalla Vysšaja Liga 1996.
| Squadra 1            | Risultato            | Squadra 2               |
| -------------------- | -------------------- | ----------------------- |
| Lokomotiv Liski      | 1 – 3                | Fakel Voronež           |
| UralAZ Miass         | 2 – 0                | Gazovik-Gazprom         |
| Tom' Tomsk           | 7 – 0                | Čkalovec                |
| Rubin                | 0 – 2                | Lada Togliatti          |
| Nosta Novotroick     | 2 – 1                | Neftechimik             |
| MČS-Seljatino        | 1 – 1 (dts) 3-4 dcr) | Saturn                  |
| Lokomotiv S.P.       | 0 – 1 (dts)          | Zenit San Pietroburgo   |
| Lokomotiv Čita       | 1 – 1 (4-2 dcr)      | SKA-Chabarovsk          |
| Lada Dimitrovgrad    | 2 – 0                | Torpedo Volžskij        |
| Kuzbass Kemerovo     | 0 – 1                | Zarja Leninsk-Kuzneckij |
| Kolos Krasnodar      | 1 – 2                | Družba Majkop           |
| Orël                 | 2 – 1                | Sokol Saratov           |
| Dinamo Brjansk       | 2 – 3                | Šinnik                  |
| Avtozapčast' Baksan  | 3 – 1                | Dinamo Stavropol'       |
| Avtomobilist Noginsk | 2 – 1 (dts)          | Torpedo Arzamas         |
| Anži                 | 8 – 0                | Spartak Nal'čik         |

## Sedicesimi di finale
Le partite furono disputate tra il 3 agosto 1996 e l'8 aprile 1997. A questo turno parteciparono le 16 squadre promosse dal turno precedente e le rimanenti 16 squadre militanti nella Vysšaja Liga 1996; queste ultime giocarono tutte fuori casa.
| Squadra 1               | Risultato   | Squadra 2                     |
| ----------------------- | ----------- | ----------------------------- |
| Družba Majkop           | 1 – 2 (dts) | Rostsel'maš                   |
| Zenit San Pietroburgo   | 5 – 0       | Ėnergija-Tekstil'ščik Kamyšin |
| UralAZ Miass            | 2 – 0       | Baltika                       |
| Tom' Tomsk              | 0 – 2       | Kryl'ja Sovetov Samara        |
| Lokomotiv Čita          | [ 12 ]      | Uralmaš                       |
| Orël                    | 1 – 0       | Žemčužina-Soči                |
| Anži                    | 0 – 2       | Alanija Vladikavkaz           |
| Zarja Leninsk-Kuzneckij | 5 – 1       | KAMAZ-Čally                   |
| Nosta Novotroick        | 1 – 2       | Lokomotiv Mosca               |
| Avtozapčast' Baksan     | 2 – 1       | Černomorec Novorossijsk (dts) |
| Lada Togliatti          | 1 – 0       | Lokokomtiv Nižnij Novg.       |
| Lada Dimitrovgrad       | 2 – 3       | Rotor                         |
| Fakel Voronež           | 0 – 1       | Torpedo Mosca                 |
| Šinnik                  | 1 – 3       | Dinamo Mosca                  |
| Saturn                  | 0 – 2       | CSKA Mosca                    |
| Avtomobilist Noginsk    | 0 – 1       | Spartak Mosca                 |

## Ottavi di finale
Le partite furono disputate tra il 15 e il 16 aprile 1997.
| Squadra 1              | Risultato       | Squadra 2               |
| ---------------------- | --------------- | ----------------------- |
| Spartak Mosca          | 4 – 1           | Rostsel'maš             |
| Rotor                  | 4 – 0           | Avtozapčast' Baksan     |
| Lokomotiv Mosca        | 5 – 0           | UralAZ Miass            |
| Dinamo Mosca           | 1 – 0           | Orël                    |
| Zenit San Pietroburgo  | 0 – 0 (4-3 dcr) | Lokomotiv Čita          |
| Torpedo Mosca          | 6 – 1           | Lada Togliatti          |
| Kryl'ja Sovetov Samara | 1 – 0           | Alanija Vladikavkaz     |
| CSKA Mosca             | 0 – 0 (7-8 dcr) | Zarja Leninsk-Kuzneckij |

## Quarti di finale
Le partite furono disputate tra il 6 e il 21 maggio 1997.
| Squadra 1               | Risultato | Squadra 2             |
| ----------------------- | --------- | --------------------- |
| Zarja Leninsk-Kuzneckij | 0 – 2     | Dinamo Mosca          |
| Spartak Mosca           | 0 – 1     | Zenit San Pietroburgo |
| Kryl'ja Sovetov Samara  | 1 – 0     | Rotor                 |
| Torpedo Mosca           | 1 – 2     | Lokomotiv Mosca       |

## Semifinali
Le partite furono disputate il 27 e il 28 maggio 1997.
| Squadra 1       | Risultato | Squadra 2              |
| --------------- | --------- | ---------------------- |
| Dinamo Mosca    | 1 – 0     | Zenit San Pietroburgo  |
| Lokomotiv Mosca | 1 – 0     | Kryl'ja Sovetov Samara |

## Finale
| Arbitro: | Ovchinnikov |

|                                             |           |  |
| 25’ Aleksandr Smirnov 78’ Evgenij Charlačëv | Marcatori |  |